# IRTフラッシング線
IRTフラッシング線 (英: IRT Flushing Line) は、ニューヨーク市地下鉄のAディビジョンで運行されている地下鉄の路線である。当初はインターボロー・ラピッド・トランジット (IRT) のフラッシング線として建設され、クイーンズ区のフラッシング地区からマンハッタンのタイムズスクエアまで運行していた。そして7系統の延伸によりマンハッタン西部のハドソン・ヤードまで延長され、フラッシング地区とマンハッタンのチェルシーを結ぶようになった。7系統の各駅停車に加えて、ラッシュ時には混雑方向にのみ急行が運転されている。
フラッシング線は、駅の案内表示や公式地下鉄地図、R188型車両の内部に表示された地図、およびR62A型車両の先頭と側面に表示された系統表示などでは、ラズベリー色で示されている。路線がフラッシング地区まで全通する以前は、コロナ線 (Corona Line) あるいはウッドサイド・アンド・コロナ線 (Woodside and Corona Line) と呼ばれていた。ブルックリン・マンハッタン・トランジット (BMT) が1949年に運行を終了する以前は、タイムズ・スクエア駅とクイーンズボロ・プラザ駅の間はクイーンズボロ線 (Queensboro Line) と呼ばれていた。
フラッシング線の構造物にはいろいろな形式のものがあり、鋼鉄製の桁式高架橋もあれば、ヨーロッパ式のコンクリート高架橋もある。地下駅にも独特な設計がある。ハンターズ・ポイント・アベニュー駅はイタリア様式であり、グランド・セントラル駅はロンドン地下鉄の駅に似た円形チューブ状であり、そして34丁目-ハドソン・ヤード駅はワシントンメトロに似た深い円天井で広々とした内装となっている。

## 運行とその範囲

### 経路

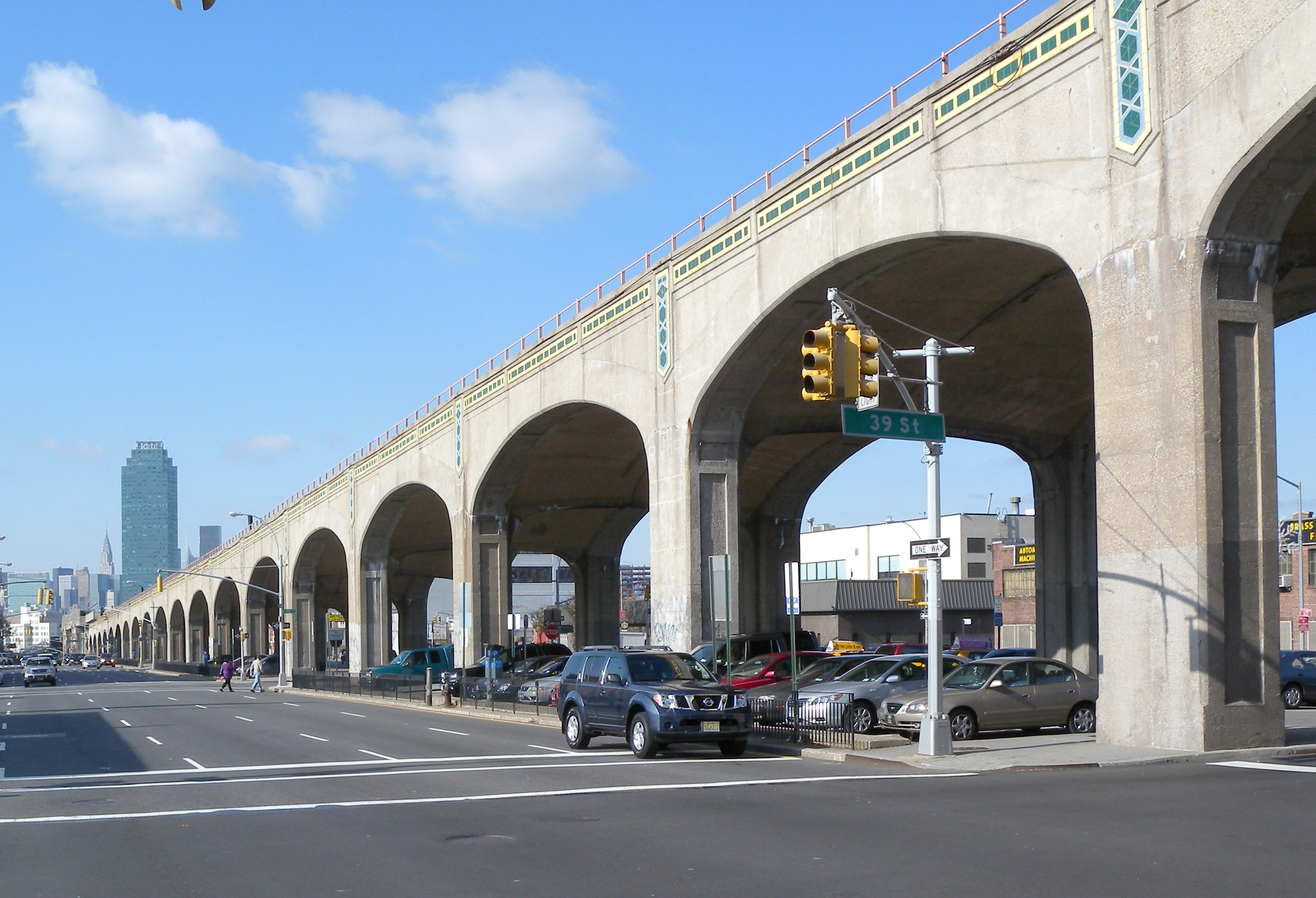
クイーンズ・ブールバード高架橋

フラッシング線を運行する系統はラズベリー色で示されている。以下の系統がフラッシング線の一部または全区間を走行する。
| 系統     | 時間帯              | 時間帯         |
| 系統     | ラッシュ時 混雑方向 | その他の時間帯 |
| -------- | ------------------- | -------------- |
| 各駅停車 | 全線                | 全線           |
| 急行     | 全線                | 運行なし       |

フラッシング線は、クイーンズボロ・プラザ駅を境に2つの異なる区間に分かれる。フラッシング-メイン・ストリート駅を出発する時点では、中央に急行用の線路を配置した3線区間である。すぐに地下から出てルーズベルト通りの上に造られた鋼鉄製高架構造に入り、シティ・フィールドとUSTAビリー・ジーン・キング・ナショナル・テニス・センターを通る。メッツ-ウィレッツ・ポイント駅と111丁目駅の間で、緩行線からコロナ車両基地への連絡線路が立体交差している。サニーサイド地区の48丁目で、クイーンズ・ブールバードに入り、華美な装飾を施したコンクリート製の高架橋が始まる。急行線の線路は33丁目-ローソン・ストリート駅とクイーンズボロ・プラザ駅の間で終わる。
クイーンズボロ・プラザ駅では、東行きの線路が西行きの線路より1階層上にあり、フラッシング線の線路はどちらも島式プラットホームの南側にある。島式プラットホームの北側はBMTアストリア線が使っている。かつては、クイーンズボロ・プラザ駅より東側では、フラッシング線とアストリア線の両方をIRTとBMTの双方が運行していた。プラットホームのすぐ東側で、東行きの線路の間に渡り線がなおも存在しているが、BMT用の車両はIRT用の車両よりも幅が広いため、営業運行に使うことはできない。この渡り線が、フラッシング線と他の地下鉄路線の間にある唯一の線路の接続である。
クイーンズボロ・プラザ駅の西側ではすぐに南側へ向きを変え、23丁目の上の高架橋に入る。アムトラックのサニーサイド車両基地の西側の端へ向けて走り、さらに2か所の地下駅を通って、イースト川の下をスタイン・ウェイトンネルでくぐってマンハッタンに入る。路線は42丁目の下を走り、一部は42丁目シャトルの直下を走って、その後斜めに41丁目に入る。タイムズ・スクエア駅では他の路線との線路の接続はなく、41丁目の直下にある。
タイムズスクエアのすぐ西側では、線路は急激に降下して11番街へと曲がる。線路は24丁目まで続いているが、最後の駅は34丁目にある。この区間はマンハッタンのファー・ウェストサイドに路線を伸ばす、7系統延伸計画の一環として建設された。IND8番街線の42丁目/ポート・オーソリティ・バスターミナル駅の、使われなくなった下層プラットホームがかつては行く手を遮っていた。インディペンデント・サブウェイ・システム (IND) は、IRTがフラッシング線をさらに伸ばすことを阻止するためにこのプラットホームを建設したのだと噂されていたが、当初の設計図すべてが、IRTがそのような延長を計画したことはなかったと示唆している。ニューヨークも立候補していた2012年の夏季オリンピック開催都市にロンドンが選ばれたことから、延伸計画の必要性に疑問を呈する向きもあったが、市はハドソン・ヤード再開発計画の下でウェストサイドの再開発を実現する手段として推進した。

### 特徴
フラッシング線は、ニューヨーク市地下鉄においてシャトル以外の路線では2本しかない、他の運行系統や路線と線路を共有せず1つの系統だけを運行している路線の1本である。もう1本はL系統だけを運行しているBMTカナーシー線である。このためカナーシー線と同様に、新しい車両を導入してCBTCを利用して自動運転を実現する計画がある。
フラッシング線を運行する7系統は、ニューヨーク市地下鉄の中で連結両数が最大である。7系統の列車は11両編成であるのに対して、他のほとんどの路線は10両または8両編成である。しかし編成長がもっとも長いわけではない。IND/BMTの車両は全長60フィート（約18メートル）で、10両編成の編成長は600フィート（約180メートル）であるのに対し、IRTの車両は全長51.4フィート（約15.7メートル）で、11両編成でも編成長565フィート（約172メートル）であり、IND/BMTの10両編成の方が35フィート（約11メートル）長い。

## 歴史

### 発祥
フラッシング線のもっとも初期の発祥は、ロングアイランド鉄道をニューヨーク・セントラル鉄道に連絡する目的で、1885年2月25日にスタインウェイ・トンネルを通るイースト・リバー・トンネル鉄道が設立された時である。この計画は検討されたものの、実際には実行に向けて何の手段も取られることなく、1887年にニューヨーク・アンド・ロングアイランド鉄道として再設立された。西は42丁目と10番街から、イースト川を渡ってヴァン・アルスト・アベニューまで走り、そこから残りの区間は私有地に建設することが計画された。計画には何度も変更が行われた。1890年にウィリアム・スタインウェイは、近所にある自身の所有地の価値が上昇することを見込んで、トンネルを電化することを会社に提案した。
1892年6月3日に、50番街とバーノン・アンド・ジャクソン・アベニューの交差点付近でトンネルに着工した。しかし湧水で土砂の搬出が妨げられるなど、いくつもの失敗や障害に見舞われて、プロジェクトは1893年2月2日に中断されることになった。1893年から1896年にかけて、何度もプロジェクトを再開しようとの呼びかけがあり、ニュージャージー州まで延長しようとの声もあったが、無駄に終わった。最終的にトンネルは、1915年に地下鉄用に開通することになった。

### 「デュアルコントラクト」での建設

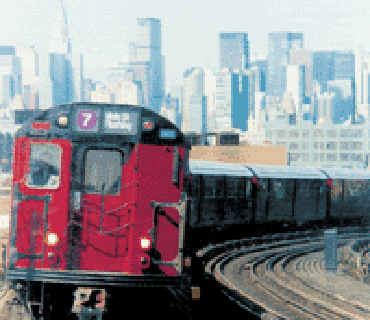
33丁目-ローソン・ストリート駅にて北行のの列車、R36型「レッドバード」が運用を終了する以前

クイーンズボロ・プラザ駅では、BMTの60丁目トンネルからの路線とフラッシング線が出合い、またクイーンズボロ橋を渡る高架のIRT2番街線も合流していた。この駅から東側では、ニューヨーク市と結んだ「デュアルコントラクト」（二重契約、IRTとBMTの双方がニューヨーク市と結んだ都市鉄道の建設・運営に関する契約）の一環としてフラッシング線とアストリア線が建設された。これらの路線は公式にはIRTの路線であり、BMTが取消不可能で平等な運行権を持っていた。BMTの車両は幅が広く、各プラットホームはIRT用に建設されていたため、通常のBMTの車両はクイーンズボロ・プラザ駅までの運行とされ、マンハッタン高架鉄道の車両を使ってアストリア-ディトマース・ブールバード駅およびフラッシング-メイン・ストリート駅まで交互に運行するシャトル列車に乗り換えとなっていた。IRT側の列車は、クイーンズボロ線およびクイーンズボロ橋からアストリア線およびフラッシング線に直通していた。ただしフラッシング線は、フラッシングまで完成するまではコロナ線あるいはウッドサイド・アンド・コロナ線と呼ばれていた。
クイーンズボロ・プラザ駅から103丁目-コロナ・プラザ駅までの区間は1917年4月21日に開通した。BMT側のフラッシング線およびアストリア線でのシャトル列車は、1923年4月8日に運行を開始した。ここより東側では、出典によって各区間の開通日が異なっている。ニューヨーク・タイムズの1927年5月8日の記事では、現在のメッツ-ウィレッツ・ポイント駅までの区間が5月7日に運行を開始したとし、構造物の沈下の問題で遅れが出たことについて言及している。5月13日から5月15日までの一連の記事では、ウィレッツ・ポイント駅までの開通に伴う5月14日の祝賀行事について触れている。最終的に1928年1月22日の記事では、1月21日まで列車の運行は103丁目/コロナ・プラザ駅までであったとし、延長工事は1年以上前に完成していたものの構造上の問題により強化する必要があったと触れている。
フラッシング-メイン・ストリート駅までは1928年1月2日に開通した。しかし、フラッシング-メイン・ストリート駅は当初から路線の終点として意図されていたわけではなかった。1913年6月の公共事業委員会では、フラッシングより先までの路線の延長について活発に検討しており、後に大規模な地下鉄網拡大計画の一環として計画されたものの、こうした延長計画が実現することはなかった。当時は、フラッシング/メイン・ストリート駅より先まで線路が伸びて列車の留置線につながっていた。
西側への延長も行われ、一部は42丁目シャトルの下に建設された。
- グランド・セントラル-42丁目駅から5番街駅 - 1926年3月23日開通[13]。
- タイムズ・スクエア駅までの西側への延長 - 1927年3月14日開通[14]。

1939年のニューヨーク万国博覧会に向けて、ウィレッツ・ポイント・ブールバード駅（メッツ-ウィレッツ・ポイント駅）は当初の位置より西側に移転し、123丁目の中央に建て替えられた。旧駅の残骸の一部は今でも見ることができる。鉄製の構造物が旧駅の外側のプラットホームの位置を示しており、また現在の駅の東側に改札口の名残がある。当初のウィレッツ・ポイント・ブールバード駅はフラッシング線の中では小さな駅で、2か所しか階段がなくプラットホームの屋根も短いものであったが、この建て替えにより今日のような大きな駅となった。2回の万国博覧会（1939年、1964年）で使われた階段は現在でも使われており、テニスの全米オープンなどの特別なイベントに際して供用される。万国博覧会へのフラッシング線での急行運転は1939年4月24日に開始された。中央の急行線が営業運転に用いられたのはこの時が最初で、万国博覧会以前には急行線は回送や建設作業中の迂回運行にのみ用いられていた。
現在も歴史的にも、フラッシング線を運行するIRTの列車は7系統という番号を割り当てられていたが、1948年にR12型車両が導入されるまで、車両には表示されていなかった。BMTの列車に対しては9系統と割り当てられていたが、地図に示されるだけで列車には表示されていなかった。

### 運行の縮小と若干の改良
1942年にIRT2番街線の運行が終了し、コロナ線の車両の大規模な修理はコニー・アイランド工場に移管された。これに加えて、1942年6月13日（2番街線の運行がクイーンズボロ橋の連絡を含めて終了した時点）から1955年5月12日（3番街線の運行終了時）まで、IRT3番街線との無料の乗換がグランド・セントラル駅でできるようになった。1949年秋には、BMTとIRTの合同運行協定が終了し、フラッシング線の運行はIRTが担当することになった。アストリア線はプラットホームが削られて、BMTの列車専用となった。このために、当時8本の番線があったクイーンズボロ・プラザ駅を通る経路は集約され、後に北側半分の構造物は取り壊された。取り壊されたプラットホームの痕跡は、この地域に乗り入れる線路だけでなく、駅の鋼製構造物にもなお見ることができる。
11両編成が発着可能な特に長いプラットホームも、共同運行をしていた時期の名残である。しかし、フラッシング線のこれ以外の駅は当時は9両編成のみの対応であり、1950年代に11両編成に対応するために拡張された。
1957年に列車識別・自動進路制御 (IDENTRA)がフラッシング線に導入され、1997年まで使われていた。1997年にB1アストリア線および緩行・急行選択ボタンを備えた進路設定装置がクイーンズボロ・プラザ駅の上層階の10両・11両編成目標位置に設置された。IDENTRAは、取り外し可能な円形の無線アンテナ装置を使い、1948年から路線に導入されていたR12型車両、R14型車両、R15型車両およびR17型車両の前部に設置された小さな取付金具にスライドさせて取り付けていた。仕組みとしてはCBTCで使われている無線トランスポンダーとよく似ており、小さな箱型の進路設定スイッチで列車種別（各駅停車または急行）を設定しておくと、無線アンテナからの信号でクイーンズボロ・プラザ駅およびフラッシング-メイン・ストリート駅近くの分岐器が所定の向きに転換されるようになっていた。これにより路線上の信号扱所の数は10から2に削減された。このシステムは、南東ペンシルベニア交通局のブロード・ストリート線など多くの都市交通でなお使用中であり、取り外し可能な円形アンテナがトイレの便座に似ていることから「便座」などとあだ名をつけられている。

### 衰退と再生
ニューヨーク市地下鉄の他の路線と同様に、フラッシング線も1970年代から1980年代末まで荒廃していくにまかされていた。当時、ただちに注意を要するような構造上の問題点には「コードレッド」あるいは「レッドタグ」を付けられていた。フラッシング線でも「コードレッド」は数多かった。高架構造を支える一部の柱はあまりに脆弱であったため、風速が65マイル毎時（105 km/h）を超えると列車の運行が中止された。これは特にフラッシング線とBMTジャマイカ線に顕著であった。
1985年5月13日に、IRTフラッシング線をオーバーホールする4年半のプロジェクトに着工した。この期間中週末には路線の大半で単線運転となり、またプロジェクトの全期間にわたって急行運転が中止された。結果的に、メトロポリタン・トランスポーテーション・オーソリティ (MTA) はこの変更をニューヨーク・タイムズ、スタテン・アイランド・アドバンス、デイリーニューズ、ニューズデイの各紙にリーフレットを差し込むことで告知した。このプロジェクトで、新しい線路に更新し、コンクリートや鋼鉄の構造物を置き換えあるいは修理し、木造の上屋をアルミニウム製のものに置き換え、照明や案内表示を改善し、新しい換気やポンプの設備を導入した。ニューヨーク・メッツが本拠地で試合を行うときや、フラッシング・メドウズ・コロナ・パークでスポーツのイベントがあるときなどには、運行が拡大されることがあった。逆説的であるが、フラッシング線の各駅停車は修理工事が開始される以前より開始されてからの方が定時性が高かった。
クイーンズ・ブールバードのコンクリート高架橋の6000万ドルをかけた修復工事は1989年8月21日に完了した。フラッシング線の急行運転が再開された際に、61丁目-ウッドサイド駅に止まらなくなった。このことは、急行の停車を再開させるように求める抗議活動を引き起こした。急行の停車が廃止になったのは、MTAでは急行と各駅停車の乗換に時間がかかりすぎると感じていたということがあった。また33丁目-ローソン・ストリート駅の後で各駅停車と急行が合流する際に遅れが出る恐れもこの運行方針の理由であった。急行の61丁目-ウッドサイド駅通過で、各駅停車が61丁目-ウッドサイド駅にラッシュ時には4分おき（1時間に15本）に停車できるようにするとされていたが、実際には利用者によれば、8分から10分に1本（1時間に6本から8本）程度でしかなかったという。地域の反対運動により再度ダイヤが変更されることになり、数か月後に61丁目-ウッドサイド駅に急行停車が復活した。

### 自動運転の導入
2012年1月にMTAは、フラッシング線を自動運転化する計画の一環として、CBTCシステムの導入をする契約を3億4300万ドルでタレスに発注した。これはBMTカナーシー線へのCBTC導入に次ぐ2番目の導入であった。総費用は信号システムやその他の地上側の設備に5億5000万ドル、CBTC対応の車両に6億1370万ドルであった。
フラッシング線が次のCBTC導入路線として選択されたのは、フラッシング線も現在運行中の他の地下鉄路線と直接の接続をもたない、独立した路線だからである。フラッシング線のCBTC導入用の資本予算は2010年から2014年にかけて割り当てられ、2016年または2017年に導入が完了する予定となっている。CBTC対応車両として、R188型車両が発注された。CBTCの導入で、ピーク時に現状1時間27本の列車が走っているのに対して、さらに2本を増発することができるようになる。しかし、現在はCBTCなしでも1時間に33本の運転ができるように改造中である。
R188型の車両は、2013年11月9日から営業運転を開始した。R188型の自動運転モードの試験走行は2014年末から始まることになっている。
CBTCの導入と独立して進められているのが下記の7系統延伸計画で、この区間もCBTCと従来の固定閉塞式信号機の双方を導入している。この延長で線路容量も増大する。

### 西への延伸

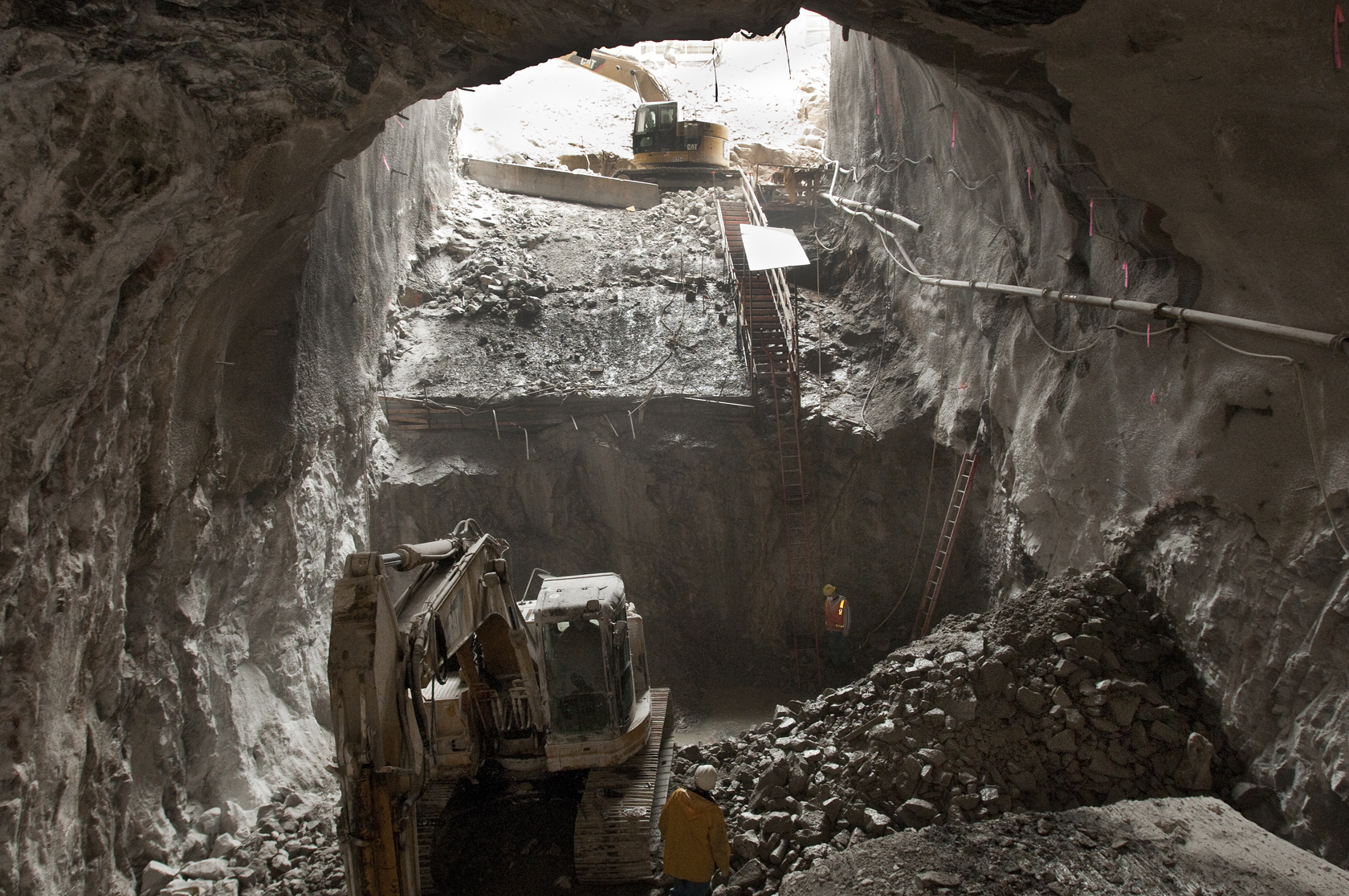
7系統延伸工事

フラッシング線はマンハッタンで西へ、そして南へ延長され、2015年9月13日に開通した。この区間にはハドソン・ヤードにつながる、34丁目・11番街に1駅のみ開設されたが、かつては41丁目・10番街の位置にももう1つの駅が提案されていた。資金が調達され、建設は2007年末に始まった。延長区間の開通は何度かに渡って延期された。

## 駅一覧
| 凡例                                    | 凡例                         |
| --------------------------------------- | ---------------------------- |
| Stops all times                         | 終日停車                     |
| Stops all times except late nights      | 深夜を除き終日停車           |
| Stops late nights and weekends          | 深夜・週末のみ停車           |
| Stops weekdays only                     | 平日のみ停車                 |
| Stops rush hours in peak direction only | ラッシュ時の混雑方向のみ停車 |
| 時間帯詳細                              |                              |

| 所在地 （おおよその位置）                        | バリアフリー・アクセス | 駅                                              | プラットホーム       | 停車列車             | 開業日               | 乗換・備考 |
| 3線区間開始                                      | 3線区間開始            | 3線区間開始                                     | 3線区間開始          | 3線区間開始          | 3線区間開始          | 3線区間開始 |
| ------------------------------------------------ | ---------------------- | ----------------------------------------------- | -------------------- | -------------------- | -------------------- | --- |
| フラッシング                                     | バリアフリー・アクセス | フラッシング-メイン・ストリート駅               | 緩行/急行            | 7 <7>                | 1928年1月21日        | 当初はメイン・ストリート駅 (Main Street) セレクトバスQ44 ラガーディア空港行きQ48バス ロングアイランド鉄道フラッシング-メイン・ストリート駅連絡                                                                        |
| ウィレッツ・ポイント                             | [ 注釈 1 ]             | メッツ-ウィレッツ・ポイント駅                   | 緩行/急行            | 7 <7>                | 1928年1月21日        | ロングアイランド鉄道メッツ-ウィレッツ・ポイント駅（特別な行事のみ） かつてはウィレッツ・ポイント-シー・スタジアム駅 (Willets Point–Shea Stadium) 当初はウィレッツ・ポイント・ブールバード駅 (Willets Point Boulevard) |
| コロナ                                           | コロナ車両基地連絡線   | コロナ車両基地連絡線                            | コロナ車両基地連絡線 | コロナ車両基地連絡線 | コロナ車両基地連絡線 | コロナ車両基地連絡線 |
| コロナ                                           |                        | 111丁目駅                                       | 緩行                 | 7                    | 1928年1月21日        | |
| コロナ                                           |                        | 103丁目-コロナ・プラザ駅                        | 緩行                 | 7                    | 1917年4月21日        | 当初はアルバーティス・アベニュー駅 (Alburtis Avenue) |
| コロナ                                           | バリアフリー・アクセス | ジャンクション・ブールバード駅                  | 緩行/急行            | 7 <7>                | 1917年4月21日        | 当初はジャンクション・アベニュー駅 (Junction Avenue) |
| エルムハースト                                   |                        | 90丁目-エルムハースト・アベニュー駅             | 緩行                 | 7                    | 1917年4月21日        | 当初はエルムハースト・アベニュー駅 (Elmhurst Avenue) |
| ジャクソン・ハイツ                               |                        | 82丁目-ジャクソン・ハイツ駅                     | 緩行                 | 7                    | 1917年4月21日        | 当初は25丁目-ジャクソン・ハイツ駅 (25th Street–Jackson Heights) |
| ジャクソン・ハイツ                               | バリアフリー・アクセス | 74丁目/ブロードウェイ駅                         | 緩行                 | 7                    | 1917年4月21日        | E F <F> M R （INDクイーンズ・ブールバード線ジャクソン・ハイツ-ルーズベルト・アベニュー駅連絡） 当初はブロードウェイ駅 (Broadway)                                                                                      |
| ウッドサイド                                     |                        | 69丁目駅                                        | 緩行                 | 7                    | 1917年4月21日        | 当初はフィスク・アベニュー駅 (Fisk Avenue) |
| ウッドサイド                                     | バリアフリー・アクセス | 61丁目-ウッドサイド駅                           | 緩行/急行            | 7 <7>                | 1917年4月21日        | 当初はウッドサイド駅 (Woodside) ロングアイランド鉄道ウッドサイド駅連絡 |
| ウッドサイド                                     |                        | 52丁目駅                                        | 緩行                 | 7                    | 1917年4月21日        | 当初はリンカン・アベニュー駅 (Lincoln Avenue) |
| サニーサイド                                     |                        | 46丁目-ブリス・ストリート駅                     | 緩行                 | 7                    | 1917年4月21日        | 当初はブリス・ストリート駅 (Bliss Street) |
| サニーサイド                                     |                        | 40丁目-ローリー・ストリート駅                   | 緩行                 | 7                    | 1917年4月21日        | 当初はローリー・ストリート駅 (Lowery Street) |
| サニーサイド                                     |                        | 33丁目-ローソン・ストリート駅                   | 緩行                 | 7                    | 1917年4月21日        | 当初はローソン・ストリート駅 (Rawson Street) |
| 中央の急行線終了                                 |                        |                                                 |                      |                      |                      | |
| BMTアストリア線との連絡線（定期運行なし）        |                        |                                                 |                      |                      |                      | |
| ロングアイランドシティ / アストリア              |                        | クイーンズボロ・プラザ駅                        | 緩行/急行            | 7 <7>                | 1916年11月5日        | N W （BMTアストリア線） |
| ロングアイランドシティ                           | バリアフリー・アクセス | コート・スクエア駅                              | 緩行/急行            | 7                    | 1916年11月5日        | 当初は45番ロード-コート・ハウス・スクエア駅 (45th Road–Court House Square) G （INDクロスタウン線） E M （INDクイーンズ・ブールバード線）                                                                              |
| ロングアイランドシティ                           |                        | ハンターズ・ポイント・アベニュー駅              | 緩行/急行            | 7                    | 1916年2月15日        | ロングアイランド鉄道ハンターズポイント・アベニュー駅連絡 |
| ロングアイランドシティ                           |                        | バーノン・ブールバード-ジャクソン・アベニュー駅 | 緩行/急行            | 7                    | 1915年6月22日        | 当初はバーノン-ジャクソン・アベニュース駅 (Vernon-Jackson Avenues) ロングアイランド鉄道ロングアイランドシティ駅連絡                                                                                                   |
| イースト川をくぐるスタインウェイ・トンネル       |                        |                                                 |                      |                      |                      | |
| ミッドタウン（マンハッタン）                     | バリアフリー・アクセス | グランド・セントラル駅                          | 緩行/急行            | 7                    | 1915年6月22日        | 4 5 6 <6>（IRTレキシントン・アベニュー線） S （42丁目シャトル） メトロノース鉄道グランド・セントラル駅・ロングアイランド鉄道グランド・セントラル・マディソン駅連絡                                                    |
| ミッドタウン（マンハッタン）                     |                        | 5番街駅                                         | 緩行/急行            | 7                    | 1926年3月22日        | B D F <F> M （IND6番街線・42丁目-ブライアント・パーク駅） |
| ミッドタウン（マンハッタン・タイムズスクエア）   | バリアフリー・アクセス | タイムズ・スクエア駅                            | 緩行/急行            | 7                    | 1927年3月14日        | N Q R W （BMTブロードウェイ線） 1 2 3 （IRTブロードウェイ-7番街線） A C E （IND8番街線42丁目/ポート・オーソリティ・バスターミナル駅） S （42丁目シャトル） ポート・オーソリティ・バスターミナル                       |
| ヘルズ・キッチン / ハドソン・ヤード / チェルシー | バリアフリー・アクセス | 34丁目-ハドソン・ヤード駅                       | 緩行/急行            | 7 <7>                | 2015年9月13日        | 7系統延伸計画の一環として建設された 計画上の名前は34丁目駅あるいは34丁目-ジャビッツ・センター駅であった セレクトバスM34                                                                                               |